# Drebber
Drebber är en kommun i Landkreis Diepholz i förbundslandet Niedersachsen i Tyskland. 
Kommunen bildades 1 mars 1974 genom en sammanslagning av de tidigare kommunerna Cornau, Jacobidrebber och Mariendrebber.
Kommunen ingår i kommunalförbundet Samtgemeinde Barnstorf tillsammans med ytterligare tre kommuner.